# Pegasus Continental Cycling Team
Das Pegasus Continental Cycling Team ist ein indonesisches Radsportteam mit Sitz in Jakarta.
Die Mannschaft wurde 2014 gegründet und nimmt als Continental Team an den UCI Continental Circuits teil. Manager ist Sudarsono Toto, der von den Sportlichen Leitern Christofer Iriano Juliantino und Setyobudi Wawan unterstützt wird.

## Platzierungen in UCI-Ranglisten
UCI Asia Tour
| Saison | Mannschaftswertung | Fahrerwertung         |
| ------ | ------------------ | --------------------- |
| 2014   | 60.                | Patria Rastra (169.)  |
| 2015   | 47.                | Dadi Suryadi (151.)   |
| 2016   | 64.                | Ryan MacAnally (177.) |

UCI Europe Tour
| Saison    | Mannschaftswertung | Fahrerwertung     |
| --------- | ------------------ | ----------------- |
| 2014-2015 | -                  | -                 |
| 2016      | 135.               | Lars Pria (1505.) |